# Кестенхольц
Кестенхольц (нем. Kestenholz) — коммуна в Швейцарии, в кантоне Золотурн.
Входит в состав округа Гой. Население составляет 1666 человек (на 31 декабря 2007 года). Официальный код — 2403.

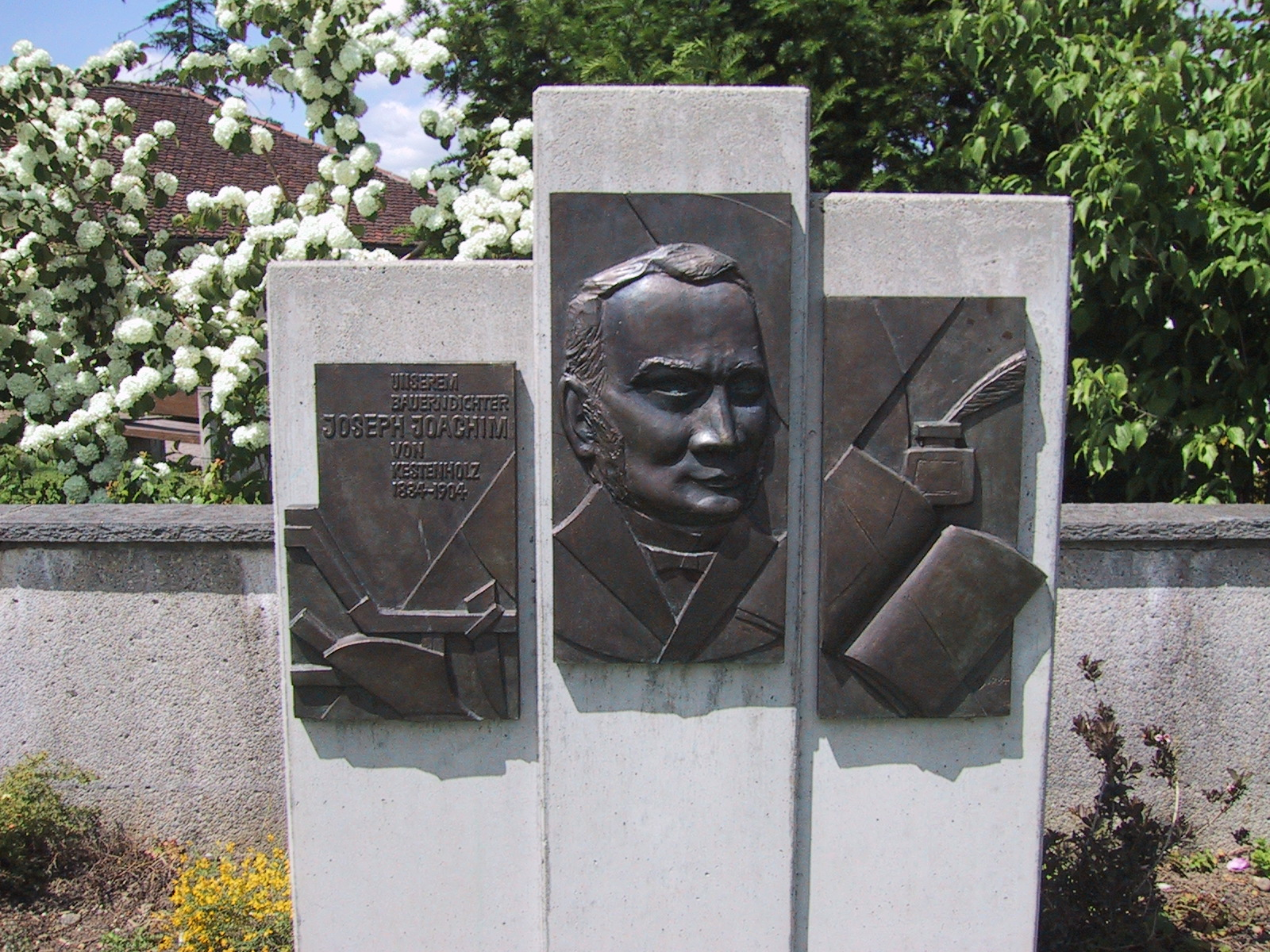
Памятник крестьянскому поэту Йозефу Иоахиму в Кестенхольце

В Кестенхольце родился, жил и умер швейцарский народный поэт Йозеф Иоахим. На малой родине ему установлен памятник.